# Stanisław Dzedziński
Stanisław Dzedziński (falecido em 1573) foi um prelado católico romano que serviu como bispo auxiliar de Poznań (1568–1573) e bispo titular de Aenus (1568–1573).

## Biografia
No dia 3 de dezembro de 1568, Stanisław Dzedziński foi nomeado durante o papado do Papa Pio V como Bispo Auxiliar de Poznań e Bispo Titular de Aenus. A 21 de dezembro de 1568, foi consagrado bispo por Otto Truchseß von Waldburg, cardeal-bispo de Albano, tendo Giulio Antonio Santorio, arcebispo de Santa Severina, e William Chisholm, bispo de Dunblane, servindo como co-consagradores. Serviu como Bispo Auxiliar de Poznań até à sua morte em 1573.